# Kinda (Doctor Who)
Kinda es el tercer serial de la 19.ª temporada de la serie británica de ciencia ficción Doctor Who, emitido originalmente en cuatro episodios, dos por semana, del 1 al 9 de febrero de 1982.

## Argumento
Una expedición de reconocimiento de colonos de la Tierra en el hermoso planeta lleno de jungla de Deva Loka está siendo diezmada, ya que los miembros van desapareciendo uno por uno. Ya han desaparecido cuatro, dejando al resto en un estado de profundos nervios. El líder, Sanders, confía en la rimbombancia y las reglas, mientras su delegado, Hindle, está evidentemente al borde de derrumbarse. Sólo el oficial científico, Todd, parece afrontar la situación con ecuanimidad. No ve a los nativos, los Kinda, como una amenaza, sino que respeta su cultura y les intriga su poder telepático. La estructura social es también curiosa en el sentido de que las mujeres parecen dominar y son las únicas que tienen derecho a hablar. Los humanos tienen a dos hombres mudos para "observarlos". Todd piensa que están más avanzados de lo que aparentan, ya que llevan collares que representan la doble hélice del ADN, indicando una civilización muy avanzada.
En otra zona de la jungla, la tripulación de la TARDIS también está bajo estrés, sobre todo Nyssa, que se ha desmayado de agotamiento. El Quinto Doctor construye un aumentador de ondas delta para permitirla descansar en la TARDIS mientras Adric y él se aventuran en la jungla. Pronto encuentran un traje de sistema tota de supervivencia automatizado (TSS), que se activa y les guía hasta el Domo, la base de los colonos. Sanders les da la bienvenida gruñendo, y Hindle empeora en su estado mental a intervalos. Para este punto, Sanders decide aventurarse en la jungla con el TSS, dejando al tremendamente perturbado Hindle a cargo. Su voluntad se refuerza a través de los dos rehenes Kinda, que han formado un campo telepático con él creyendo que sus almas han sido capturadas en su espejo. El Doctor, Todd y Adric son inmediatamente puestos bajo arresto cuando Hindle comienza a mostrar megalomanía
Tegan enfrenta una crisis más metafísica. Se ha quedado dormida cerca de los eufóricos y soporíferos Windchimes, sin darse cuenta del peligro de soñar con una mente no compartida (una que no se dedica a la telepatía con otro humanoide). Su mente se abre en un vacío, donde experimenta la provocación y el terror de una serie de personajes de pesadilla, uno de los cuales se burla de ella: "Aceptarás ser yo, tarde o temprano, este lado de la locura o el otro". Los espectros son una manifestación de la Mara, un ser malvado del subconsciente que anhela la realidad corporal. Mentalmente torturada, finalmente acepta convertirse en la Mara y un símbolo de serpiente pasa a su brazo. Cuando su mente regresa a su cuerpo, la Mara la posee. Ella le pasa el símbolo de serpiente al primer tipo que encuentra, un joven llamado Aris, que es el hermano de uno de los Kinda in the Dome. Él también es transformado por el mal y ahora encuentra el poder de la voz.
De vuelta en el Domo, Hindle concibió un extraño plan de inmolación para destruir la jungla, que él considera una amenaza. Adric juega junto con este engaño, pero el mundo de Hindle comienza a desmoronarse cuando Adric primero lo "traiciona" y luego Sanders desafía las expectativas y regresa de la jungla. Sanders es radicalmente diferente del martinet en episodios anteriores. Panna, una anciana mística de la tribu, le regaló una extraña caja de madera (la 'Caja de Jhana') que cuando se abrió, despejó su mente y lo dejó como una persona más contenta e iluminada. Cuando Hindle continúa reclamando autoridad sobre el Domo, Sanders juega junto con la megalomanía de su adjunto: "Como quieras, tú lo sabes mejor". Todavía tiene la caja y se lo muestra a Hindle, quien hace que el Doctor lo abra.
El Doctor y Todd ven más allá del juguete dentro y comparten una visión de Panna y su joven pupilo, Karuna, quien los invita a una cueva. La conmoción de la situación (acompañada por fenómenos extraños) permite al Doctor y Todd escabullirse a la jungla, donde se encuentran con Aris dominando un grupo de Kinda y aparentemente cumpliendo una profecía tribal de que "Cuando el No-Vengamos, uno surgirá". de entre Nosotros, un hombre con Voz que debe ser obedecido ". Karuna pronto encuentra al Doctor y Todd y los lleva a conocer a Panna en la cueva desde la visión, con la mujer sabia dándose cuenta del peligro de la situación ahora Aris tiene voz. Ella los coloca en un estado de trance y revela que Mara ha ganado el dominio de Deva Loka. La Gran Rueda, que gira a medida que las civilizaciones se elevan y caen, ha cambiado nuevamente y la hora está cerca cuando el caos reinará, instigado por la Mara. La visión que comparte es el último acto de Panna: cuando termina, está muerta.
En el mundo de Kinda, los padres comparten muchos padres, al igual que se guardan múltiples recuerdos y, tras la muerte de Panna, su experiencia de vida se transfiere a Karuna. Ella insta a Todd y al Doctor a regresar al Domo, para evitar que Aris lo ataque, lo que aumentará el caos y acelerará el colapso de la civilización.
En el Domo, Hindle, Sanders y Adric permanecen en un estado de irrealidad, y el primero se vuelve cada vez más demente desequilibrado e infantil. Sanders continúa humorándolo, incluso hasta el punto de hablar Adric de un intento de escape inicial. Adric eventualmente escapa, sin embargo, e intenta pilotear el TSS, pero pronto se enfrenta a Aris y al Kinda. Entra en pánico y Aris es herido por la máquina (que responde a los impulsos mentales del operador) y la dispersión de Kinda.
El Doctor y Todd encuentran a un Tegan emocionalmente destrozado y dormido cerca de los Windchimes y concluyen que ella era el camino de la Mara de regreso a este mundo. Encuentran que Adric y el grupo se dirigen al Domo, donde Hindle ha completado la colocación de explosivos, que incinerarán la jungla y el domo, la máxima defensa personal. Hindle es engañado para abrir la Caja de Jhana y las visiones allí restauran su equilibrio mental como con Sanders. Los dos Kinda esclavizados son liberados cuando el espejo que los atrapa se rompe. Luego, el Doctor concibe el único método para combatir al Mara, ya que el mal no se puede enfrentar a sí mismo, organiza la construcción de un gran círculo de espejos (en realidad, paneles solares reflectantes) en un claro de la selva. Aris está atrapado dentro de él y la serpiente en su brazo se libera, con lo que es sacado del círculo. La Mara se hincha a proporciones gigantescas, pero luego es desterrada del mundo corporal a los Lugares Oscuros del Interior.
Con la amenaza de la Mara disipada y el personal de la Cúpula de vuelta a sí mismos más equilibrados, el Doctor, Adric y un exhausto Tegan deciden irse (al igual que Todd, quien decide 'todo es un poco verde'). Cuando llegan a la TARDIS, Nyssa los saluda, completamente recuperado.

### Continuidad
La Mara volverá a aparecer en el siguiente serial, Snakedance.

## Producción
| Episodio          | Fecha de emisión     | Duración | Espectadores en millones | Estado en el archivo  |
| ----------------- | -------------------- | -------- | ------------------------ | --------------------- |
| Episodio 1        | 1 de febrero de 1982 | 24:50    | 8,4                      | Cinta original en PAL |
| Episodio 2        | 2 de febrero de 1982 | 24:58    | 9,4                      | Cinta original en PAL |
| Episodio 3        | 8 de febrero de 1982 | 24:17    | 8,5                      | Cinta original en PAL |
| Episodio 4        | 9 de febrero de 1982 | 24:28    | 8,9                      | Cinta original en PAL |
| [ 1 ] [ 2 ] [ 3 ] |                      |          |                          |                       |

Esta fue la primera historia con Eric Saward como editor de guiones. En el antiguo lenguaje sánscrito, "Deva Loka" significa "Región Celestial".
Nyssa sólo hace aparece brevemente al principio del episodio 1 y al final del episodio 4 porque el guion ya se había escrito con dos acompañantes planeados para el Doctor. Cuando se supo que habría un tercer acompañante presente, en lugar de incluir a Nyssa en la historia, se decidió que se quedara en la TARDIS y estuviera ausente del argumento principal. Para ello, se incluyó en el serial anterior, Four to Doomsday, una escena al final en que se desmaya. En esta historia, se queda en la TARDIS descansando. El contrato de Sarah Sutton se arregló para contar estos dos episodios de ausencia.
En este serial debutó el actor Jonny Lee Miller, que interpreta, sin acreditar, a uno de los niños Kinda.
El escritor Christopher Bailey basó esta historia en la filosofía budista. Usó mucha terminología e ideas del budismo al escribir el serial; gran parte de la secuencia onírica y de los personajes tienen nombres relacionados con el budismo: Mara (tentación, también personificada como un demonio), Dukkha (dolor), Panna (sabiduría), Karuna (compasión), Anicca (impermanencia) y Anatta (ausencia del yo). Además, Jhana se refiere a la meditación.
Este serial se examinó a fondo en el libro de texto de 1983 Doctor Who: The Unfolding Text, por John Tulloch y Manuel Alvarado. Fue el primer trabajo escolar dedicado a Doctor Who. Tulloch y Alvarado comparan Kinda con la novela de Ursula K. Le Guin de 1976 The World for World is Forest, que comparte muchos temas con Kinda y que puede verse como el patrón que siguió esta historia. The Unfolding Text también examina cómo incorpora Kinda símbolos y temas budistas y cristianos, así como elementos de la obra de Carl Jung.

## Recepción
Paul Cornell, Martin Day, y Keith Topping le dieron al serial una crítica positiva en The Discontinuity Guide (1995), escribiendo, "Una de las mejores historias de Doctor Who de todos los tiempos, dirigida impresionantemente, y escrita como una pieza teatral rebosante de alusiones y paralelismos. También tiene una interpretación directa y sin tonterías de Simon Rouse, y otra bien pensada de Nerys Hughes". En The Television Companion (1998), David J. Howe y Stephen James Walker alabaron las secuencias oníricas, la "inteligencia y sofisticación" del guion y dirección y al reparto principal. Pensaron que eso compensaba con creces los aspectos más negativos, como un argumento difícil de seguir y el entorno y la serpiente poco convincentes. En 2012, Patrick Mulkern de Radio Times calificó a Kinda como "una gema imperfecta", con algunos cortes de producción en una historia que de otro modo merece la pena. Alabó a los actores invitados y "el psicodrama inusualmente adulto". El crítico de The A.V. Club Christopher Bahn dijo que el punto fuerte de este serial era "que se comportaba como una pieza de teatro experimental", con el mejor momento en las secuencias del sueño de Tegan. Sin embargo, pensó que el problema era que la tripulación de la TARDIS estaba "en cierto modo al margen... bastante pasiva", y el Doctor simplemente reaccionaba ante los acontecimientos. Justin Felix de DVD Talk le dio a Kinda 3,5 estrellas sobre 5, describiéndolo como divertido e interesante, aunque con su buena dosis de efectos especiales. Ian Berriman de SFX le dio al serial una crítica positiva, alabando su tono adulto y los potentes papeles femeninos.

## Publicaciones comerciales
Kinda se publicó en VHS en octubre de 1994. EL DVD se publicó el 7 de marzo de 2011 junto con su secuela Snakedance en una compilación especial titulada Mara Tales.